# ديفيد بارادا
ديفيد بارادا (بالإسبانية: David Parada)‏ (8 مارس 1987 في إسبانيا - ) هو لاعب كرة قدم إسباني في مركز الوسط. لعب مع نادي بطليوس ونادي سانت بولتن ونادي سبتة وCD Teruel ‏ ونادي قادش ب ‏ ونادي الخيسيراس.

## وصلات خارجية
- ديفيد بارادا على موقع قاعدة بيانات كرة القدم.إي يو (الإنجليزية)
- ديفيد بارادا على موقع Soccerway.com (الإنجليزية)
- ديفيد بارادا على موقع عالم كرة القدم.نت (الإنجليزية)
- ديفيد بارادا على موقع AS.com (الإسبانية)